# Nostr
Nostr é um protocolo de rede descentralizado para um sistema de rede social distribuído. As postagens são resistentes à censura e são validadas criptograficamente. Foi criado pelo brasileiro identificado como fiatjaf.
Jack Dorsey, co-fundador do Twitter, endossa e apoiou financeiramente o desenvolvimento do Nostr.
A senadora dos Estados Unidos Cynthia Lummis e o criador do Ethereum, Vitalik Buterin, estão entre seus primeiros usuários.